# Il poeta (film 1914)
Il poeta è un cortometraggio comico muto del 1914 diretto da Eleuterio Rodolfi

## Trama
Rodolfi, in vacanza a Sanremo, si trova circondato da ammiratrici. Un amico gli spiega che ciò è dovuto alla sua somiglianza con un famoso poeta molto amato dalle donne. Lui però è innamorato di Gigetta. Quando le dichiara i suoi sentimenti, le corteggiatrici sentendosi tradite lo aggrediscono. Rodolfi deve fuggire, ma quando arriva il vero poeta le signore si avventano contro di lui che non capisce il perché.

## Produzione
Il poeta fa parte della numerosa serie di cortometraggi comici realizzati dalla coppia artistica Rodolfi - Morano negli anni antecedenti la Prima Guerra mondiale, che costituirono in quel periodo uno dei punti di forza della produzione della "Ambrosio". Venne prodotto, con esterni girati a Sanremo, nei primi mesi del 1914 (il visto di censura è del 14 marzo) e fu poi distribuito a partire dall'aprile dello stesso anno.
Questa pellicola non risulta presente nell'elenco di quelle reperibili recentemente pubblicato dallo studioso del cinema muto italiano Aldo Bernardini ed è quindi da considerarsi perduta.

## Accoglienza
In base alle fonti disponibili, il film della "Ambrosio" fu ben accolto nei commenti della critica, soprattutto per la popolarità e la simpatia che circondavano Rodolfi e la Morano. considerata la prima attrice comica nella storia del cinema italiano. Infatti, benché il soggetto fosse considerato analogo a quello di un altro film di provenienza danese, «Rodofi, Morano, Mantero e Schinini, con gli altri artisti della troupe comica, l'hanno così abilmente giocata che piace e diverte», e venne definita «una brillante comica che si stacca dalle solite insulsaggini e fa veramente divertire».